# Ludwig von Vogelsang
Ludwig svobodný pán von Vogelsang (německy Ludwig Christian Jacob Freiherr von Vogelsang) (12. prosince 1748 Brusel – 28. června 1822 Josefov) byl rakouský generál. V císařské armádě sloužil od roku 1767, za zásluhy na potlačení povstání v Rakouském Nizozemí (dnešní Belgie) získal Řád Marie Terezie (1790) a povýšení do stavu svobodných pánů (1793). Během francouzských revolučních válek a napoleonských válek působil jako štábní důstojník a v několika bitvách se vyznamenal osobní statečností. Po zranění v bitvě u Aspern byl povýšen do hodnosti polního zbrojmistra (1809). V závěru své kariéry byl dlouholetým velitelem pevnosti v Josefově (1810–1822), kde také zemřel.

## Životopis
Pocházel ze šlechtické rodiny původem z Meklenburska, byl synem císařského generála Christiana Jakoba Vogelsanga (1701–1785), velitele pevnosti Lucemburk. Studoval na Tereziánské vojenské akademii ve Vídeňském Novém Městě a do armády vstoupil jako kadet v roce 1767 k 41. pěšímu pluku. V roce 1770 byl v hodnosti nadporučíka přeložen k 9. pěšímu pluku. Postupoval v hodnostech (rytmistr 1776, major 1788) a vyznamenal se v roce 1790 v bojích proti brabantskému povstání. V rychlém sledu dosáhl hodnosti podplukovníka (1790) a plukovníka (1791), poté bojoval ve válkách proti revoluční Francii.
V roce 1796 byl povýšen na generálmajora, vyznamenal se ve vítězné bitvě u Würzburgu a jako polní podmaršál (1799) se pak zúčastnil bojů v Itálii, podílel se na obléhání Janova a v bitvě u Marenga velel divizi na levém křídle rakouské ramády. Po ukončení války v roce 1801 převzal velení divize v Sibiu (tehdy Hermannstadt). V třetí koaliční válce v roce 1805 byl velitelem záložní divize v armádě arcivévody Karla a bojoval v bitvě u Caldiera. Podařilo se mu uhájit Vicenzu proti francouzskému obléhání a po prešpurském míru se stal velitelem divize v Praze. V tažení roku 1809 převzal dočasně velení 1. armádního sboru a byl zraněn v bitvě u Aspern. Za zásluhy byl povýšen do hodnosti polního zbrojmistra (1809) a penzionován. Již o rok později byl ale znovu povolán do aktivní služby a v letech 1810–1822 zastával funkci velitele pevnosti Josefov. V době vpádu francouzských vojsk do Čech v roce 1813 obdržel jako velitel josefovské pevnosti titul guvernéra.
Za zásluhy na potlačení povstání v Rakouském Nizozemí obdržel v roce 1790 rytířský kříž Řádu Marie Terezie. Na základě řádových stanov mohl požádat o povýšení do stavu svobodných pánů a tento titul mu byl udělen v roce 1793. Od roku 1805 byl čestným majitelem pěšího pluku č. 47.

### Rodina
V roce 1774 se v Gentu oženil s Henriettou Sanchez de Aguilar (1751–1829), která pocházela ze španělské šlechtické rodiny působící ve službách Habsburků v Rakouském Nizozemí. Z manželství se narodilo šest dětí, nejstarší syn Christian Jakob (1777–1799) padl v Itálii, další syn Bruno (1782–1810) zemřel jako nadporučík dragounů v Uhrách. Další mužské potomstvo zanechal jen syn Simon (1785–1816), také v dalších generacích sloužili členové rodu v c. k. armádě. Dcera Marie byla manželkou vojenského historika a spisovatele Jana Rittersberga. Mladší dcera Josefína (1779–1853) byla provdaná za státního úředníka a dvorního radu barona Eberharda Perina von Gradenstein. Josefína proslula jako spisovatelka, byla autorkou poezie a společenských románů psaných ve francouzštině.
Vzhledem k Vogelsangově dlouholetému působení v Čechách se dochoval jeho portrét ve sbírkách Národní galerie v Praze (autor Josef Bergler).